# Het Kempisch Volksorkest
Het Kempisch Volksorkest is ontstaan in 1980 rond de muziekgroep Ut Muziek, die muzikanten in de gelegenheid wilde stellen samen met hen volkse dansmuziek te spelen. Deze Nederlandse groep groeide uit tot ongeveer dertig muzikanten: Het Kempisch Volksorkest. Het is daarmee Europa's grootste volksorkest. Dansers uit de regio, het oosten van Noord-Brabant, sloten aan. Ze verenigden zich in De Kempische Volksdansers. Totaal zo'n vijfenzestig leden. Door de stichting Kempische Muziek en Dans werden er contacten gelegd met buitenlandse groepen als Skalni uit Krakau in Polen, met Chants et Danses du Berry uit Châteauroux in Frankrijk en met Rebild Kvadrillen uit Skørping in Denemarken. 

## Repertoire
Het repertoire van het orkest bestaat uit bijna 120 dansen, uitgegeven in o.a In 't Zand, een dansbundel met 85 dansen, gearrangeerd door Harrie Franken en in Dansen van de buitengaander, met 21 dansen en dansbeschrijvingen. Een gedeelte van het repertoire is vastgelegd op de LP Het Kempisch Volksorkest speelt ten dans (1991) en op de CD Dansen (2000). De CD, LP en boekjes geven de speel- en danspraktijk van het orkest en zijn dansers weer, ze zijn als document belangrijker dan als studio-opname.  
Een gedeelte van het orkest begeleidt iedere week de dansers van De Kempische Volksdansers tijdens hun wekelijkse dansavond in De Buitengaander te Westerhoven.